# Vjačeslav Ivanov (spisovatel)

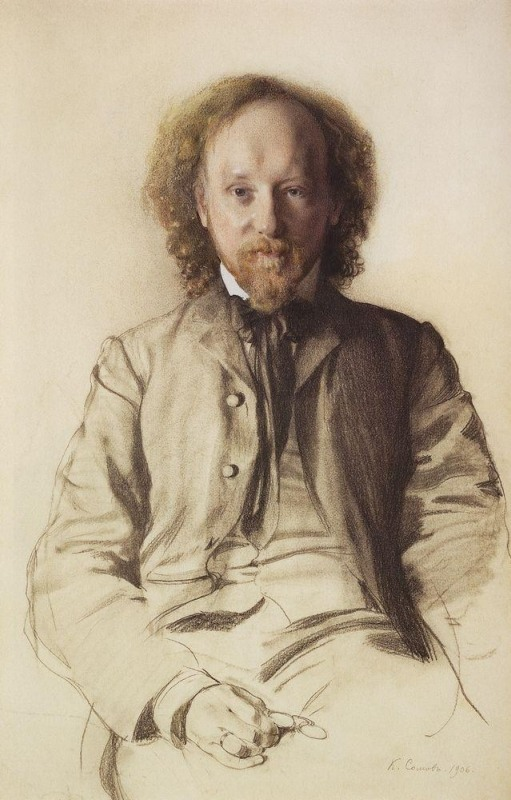
Vjačeslav Ivanov (1906)

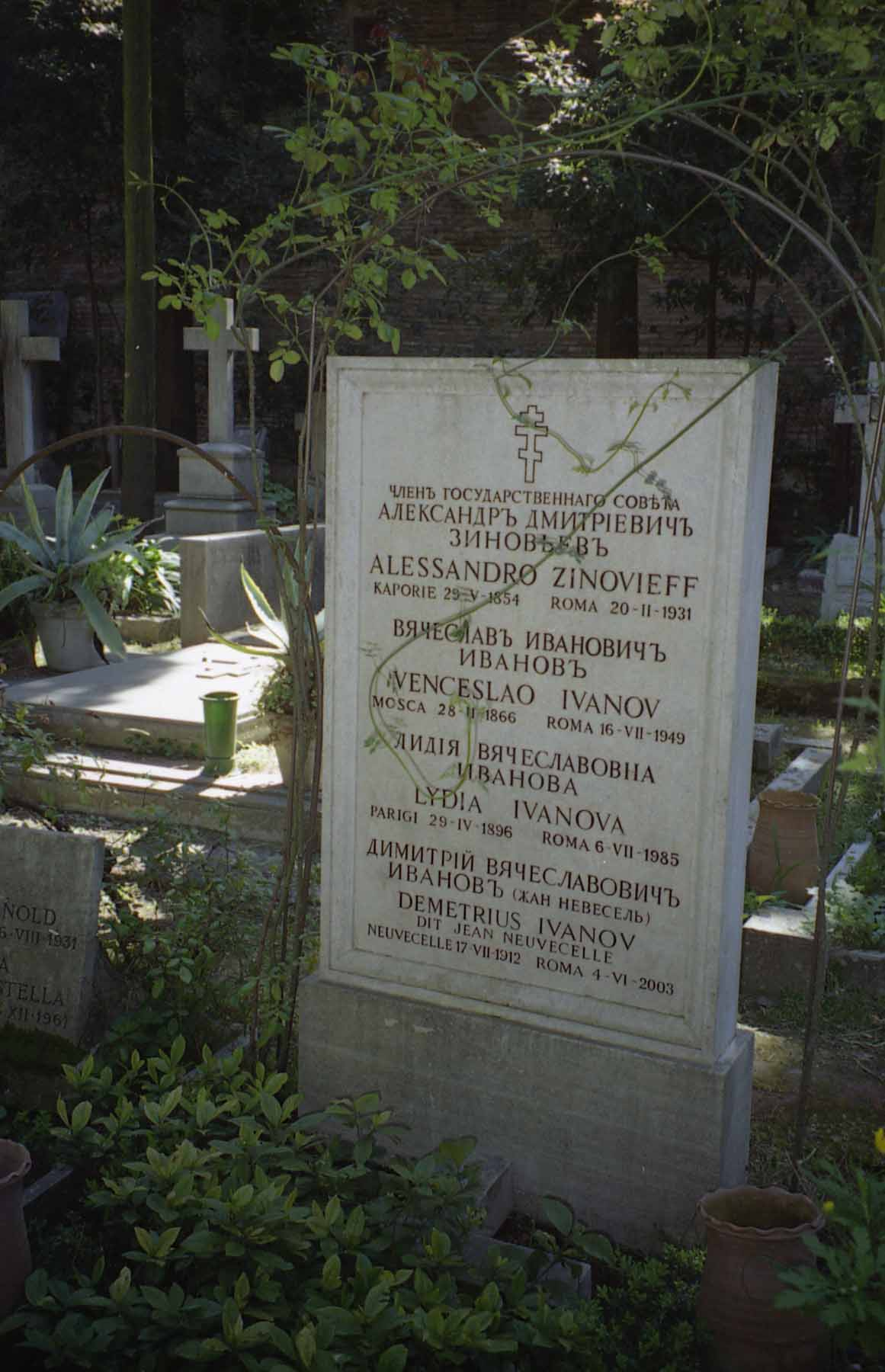
Ivanovův hrob v Římě

Vjačeslav Ivanovič Ivanov (rusky Вячеслав Иванович Иванов; 28. února 1866 Moskva – 16. července 1949 Řím) byl ruský básník, symbolista, filosof, překladatel, dramaturg, literární kritik, doktor filosofie. Byl jedním z ideových inspirátorů tzv. „stříbrného věku“.

## Život a tvorba

### Počátky tvorby
Narodil se v rodině zeměměřiče Ivana Evstichijeviče Ivanova (1816–1871). Po studiích na Prvním moskevském gymnáziu nejprve studoval na historicko-filologické fakultě Moskevské univerzity (1884–1886), potom na Berlínské univerzitě (1886–1890), kde se kromě filologie věnoval také filosofii. Na jeho světonázor měli největší vliv Friedrich Nietzsche, Vladimir Sergejevič Solovjov, slavjanofilové a němečtí romantici (Novalis a Friedrich Hölderlin).
Od roku 1891 mnoho cestoval. Projel velkou část Evropy (nějaký čas žil v Athénách, poté v Ženevě), navštívil Palestinu a Egypt. Žil převážně v Itálii a v Rusku (do Itálie se definitivně přestěhoval v roce 1924). V roce 1893 se seznámil s Lidií Zinovjevovou-Annibalovou, básnířkou a překladatelkou, se kterou se později po pěti letech oženil.
První sonety vytvořil Ivanov pod silným vlivem poezie katolické mystiky. Sonety popisují horskou přírodu Lombardie a Alp. První vydání se vztahuje k roku 1898 (velkou pomoc mu tehdy poskytl Vladimír Sovoljov, se kterým se Ivanov seznámil v roce 1896). V letech 1903–1904 se Ivanov seznámil s Valerijem Brjusovem, Konstantinem Balmontem, Jurgisem Baltrušajtisem, Zinaidou Gippiusovou a Alexandrem Blokem.

### Literární salón
V roce 1905 se básník přestěhoval do Petrohradu do bytu v domě na rohu Tavričeské a Tverské ulice. Byt byl přezdíván „věž“ a každou středu se zde setkávali symbolisté. Tím se stala jedním z ideových center ruského symbolismu a „tvůrčí laboratoří“ básníků.
Ivanov spolupracoval v časopisech Váhy, Zlaté rouno, Práce a dni, Apollón, Nová cesta. Vedl nakladatelství Křiky. Byl činný v Petrohradském nábožensko-filosofickém spolku a publikoval v almanachu Severní květy. Přednášel historii a starořeckou literaturu na dívčích vyšších školách. V roce 1906 se sblížil se Sergejem Mitrofanovičem Gorodeckým, od kterého načerpal nová témata. V roce 1907 vydal sborník Eros.
Velkou ránou pro něj byla nečekaná smrt ženy v roce 1907. V roce 1912 si vzal svou nevlastní dceru Věru Švarsalonovou, dceru Zinovjevové-Annibalové, se kterou měl syna Dmitrije (1912–2003). V letech 1907–1908, poté, co Ivanov podpořil teorii mystického anarchismu Georga Čulkova, se rozešel se staršími symbolisty (nicméně přátelit se s Valerijem Brjusovem nepřestal). Po návratu z Francie a Itálie (1912–1913) se Ivanov usadil v Moskvě na Zubovském bulváru a sblížil se s literárním kritikem Michailem Geršenzonem, filosofem Sergejem Bulgakovem, teologem Florenským a skladatelem Alexandrem Skrjabinem. S říjnovou bolševickou revolucí nesouhlasil, ale pokračoval ve své kulturně-pedagogické činnosti. V letech 1921–1924 odcestoval do Baku, kde přednášel na universitě. V roce 1921 obhájil svou disertační práci o kultu Dionýsa.

### Emigrace
Poslední desetiletí prožil Ivanov v Itálii, kde od roku 1936 začal publikovat svá díla v časopise Soudobé zápisky. Ivanov žil v Itálii osamoceně a udržoval styky pouze s několika ruskými emigranty. V roce 1926 v chrámu sv. Petra přestoupil na katolickou víru. V letech 1926–1943 přednášel cizí jazyky a ruskou literaturu v Pávii. V letech 1941–1949 tvořil pro Kongregaci pro východní církve. Výsledkem jeho literární tvorby se stal sborník veršů Svit večerní (Svět večernij), který byl posmrtně vydán v Oxfordu v roce 1962. Hrob Ivanova se nachází na protestantském hřbitově Testaccio v Římě.

### Tvorba a tvůrčí postupy
Ve vědeckých dílech se Ivanov věnoval religiózním mýtům. Také v Paříži přednášel o religiózním kultu Dionýsa.
Tvůrčí ideály hledal Ivanov v minulosti (antika, středověk, především Byzantská říše – jejím uměním se básníci inspirují jen zřídka). Tam nacházel skutečný symbolismus a kulturu, kterou dával do protikladu k buržoazní kultuře, kterou odrážela tvorba starších symbolistů. Jako teoretik mladších symbolistů vystupoval Ivanov často s kritikou dekadence a impresionismu v poezii starších symbolistů. Podle Ivanova bylo úkolem symbolistů oproštění od individuálního, intimního pojetí. Dále pak vytvoření národního, syntetického umění, které se zříká iluzí a vyjadřuje objektivní skutečnost. Básník nesmí usilovat o osamocení, ale je povinen se stát hlasem národa. Ivanov odmítal princip parnasismu – umění pro umění, a přecházel k religióznímu umění, realistickému (jako protiváha k idealistickému) symbolismu. Metafora, fungující jako základní poetický prostředek, by měla být v lyrice nahrazena religiózním mýtem, který je nejvyšší skutečností lidského ducha. Zajistit tuto výměnu je pak právě podle Ivanova skutečný úkol symbolisty.
Základní témata jeho poezie jsou smrt a následné obrození, zoufalství a za ním přicházející naděje. Témata vzkříšení a blahoslaveného obětního utrpení odlišují tvorbu Ivanova od tvorby starších symbolistů, ve které mělo důležité místo téma bezvýchodnosti. Základem poezie Ivanova je optimistický počátek. Ivanov nesdílel pesimismus starších symbolistů. Naopak v budoucnosti viděl zrod radostného ANO. Dekadentní témata samoty a zoufalství jsou v Ivanově tvorbě v pozadí. Přední místo zaujímají témata jako triumf „sobornosti“, hledání Boha, projevení Boží přítomnosti, mystická láska, překonání smrti.
Na rozdíl od impresionistické poezie starších symbolistů je poezie Ivanova založena na harmonii, jednotě a celistvosti. Ivanov se snažil najít skutečně symbolické výrazové prostředky. Lyrika je pak často poznamenána epikou a je dramatizovaná. Někdy se mění v monolog nebo dramatickou scénu. Pro poezii Ivanova není charakteristický subjektivní či individuální pohled. Mnohé verše jsou blízké ódám či dithyrambám a jako by byly určeny pro rituální děje či oslavné deklamace. Chladná poezie Ivanova je bohatá na anachronismy a vytříbené a vybroušené fráze. Poezie Ivanova je statická, předmětná a majestátní. Není zpěvná a ve své bohoslužebné nehybnosti jí chybí dynamismus.
Ivanov dával přednost jambu a trocheji.

## Vybraná díla

### Verše, poémy
- Kormčije zvjozdy (1903)
- Prozračnost (1904)
- Tantal (1905)
- Eros (1907)
- Cor ardens (1911)
- Nežnaja tajna (1912)
- Mladenčestvo (1918)
- Prometej (1919)
- Čelověk (1939)
- Svět večernij (1962)

### Sbírky kritických statí
- Po zvjozdam (1909)
- Borozdy i meži (1916)
- Rodnoje i vsělenskoje (1917)
- Perepiska iz dvuch uglov (1922)
- Dostojewski, Tragödie-Mythos-Mystik (1932)[1]

### V češtině vyšlo
- Subjekt a kosmos (2010).